# Kain Golong
Kain Golong is een bestuurslaag in het regentschap Aceh Singkil van de provincie Atjeh, Indonesië. Kain Golong telt 629 inwoners (volkstelling 2010).